# الوجه الخفي
الوجه الخفي (بالإسبانية:  La cara oculta)‏ هو فيلم إثارة كولمبي - إسباني من إخراج أندريس بايز وبطولة كويم جوتييريس، كلارا لاجوو مارتينا جارسيا، صدر الفيلم في إسبانيا في 16 سبتمبر 2011 وفي كولومبيا في 20 يناير 2012.

## روابط خارجية
- الوجه الخفي على موقع IMDb (الإنجليزية)
- الوجه الخفي على موقع روتن توميتوز (الإنجليزية)
- الوجه الخفي على موقع نتفليكس (الإنجليزية)
- الوجه الخفي على موقع قاعدة بيانات الأفلام العربية
- الوجه الخفي على موقع ألو سيني (الفرنسية)
- الوجه الخفي على موقع أول موفي (الإنجليزية)
- الوجه الخفي على موقع فيلمافينيتي (الإسبانية)
- الوجه الخفي على موقع قاعدة بيانات الفيلم (الإنجليزية)
- الوجه الخفي على موقع ليتربوكسد (الإنجليزية)
- الوجه الخفي على موقع كينوبويسك (الروسية)

لم يتم العثور على روابط لمواقع التواصل الاجتماعي.